# Boulay-Moselle
Boulay-Moselle je francouzská obec v departementu Moselle v regionu Grand Est. V roce 2010 zde žilo 5 070 obyvatel. Je centrem arrondissementu Boulay-Moselle.